# Houillères de Sincey

Localisation du gisement sur la carte des bassins houillers français.

Les houillères de Sincey sont des mines d'anthracite exploitées entre 1835 et 1908 à Sincey-lès-Rouvray et dans des communes voisines de l'Ouest de la Côte-d'Or.
Le gisement est découvert par le comte Champion de Nansouty en 1835. Après avoir connu la concurrence de la baronne de Candras les puits des deux rivaux ferment avant 1842 et seuls les affleurements restent exploités. Après 1860 l'activité est relancée par Eugène Soyez fondateur de la Compagnie des mines de l'Escarpelle dans le bassin minier du Nord-Pas-de-Calais. Le puits Soyez de Sincey (qui porte son nom) est creusé à partir de 1862 et fonctionnera de façon industrielle entre 1876 et 1908. La production maximale du bassin minier est de 12 000 tonnes annuelles et la production totale du gisement s'élève à 225 000 tonnes.
Au début du XXIe siècle subsistent quelques ruines dans la végétation et des corons.

## Situation
- Concessions
- Indices de houille
- Limites de concessions
- Limites départementales

Étendue du bassin houiller dans le département de la Côte-d'Or.

La concession accordée le 31 juillet 1867 comprend les communes de Sincey-lès-Rouvray, Sainte-Magnance, Vieux-Château, Montberthault, Montigny-Saint-Barthélemy, Thoste, Courcelles-Frémoy et Courcelles-lès-Semur. Le gisement d'étant dans l'ouest du département de la Côte-d'Or et déborde dans l'Yonne, en région Bourgogne-Franche-Comté.

## Géologie
L'anthracite extrait ne produit presque pas de cendres mais elle est difficilement inflammable et n'est pas cokéfiable car insuffisamment gras. Six couches particulièrement inclinées sont exploitées,. Ce charbon s'est montré inefficace pour chauffer la prison de Semur-en-Auxois ou pour faire fondre le minerai de fer dans les hauts-fourneaux de Toutry. Il est en revanche utilisé dans les villages des environs de Sincey-lès-Rouvray et dans les fours à chaux de la vallées de l'Armançon.

## Histoire
Au début du XIXe siècle, des mines de fer sont exploitées en Côte-d'Or, le minerai est utilisé dans des forges locales, mais les maîtres de forge locaux préfèrent le charbon de bois à la houille pour fondre le fer, ce qui explique qu'il n'y a pas de recherche de gisement de charbon de terre avant les années 1830 ; si ce n'est quelque fouilles dans les environs de Sombernon pendant la Révolution française.
Sous l'impulsion du comte Champion de Nansouty, des affleurements de charbon sont découverts à Sincey-lès-Rouvray en 1835, ce qui permet de lancer une demande de concession. De nouvelles prospections sont lancées par le comte qui s'associe avec un élève-ingénieur externe de l'École des mines de Paris, un ouvrier anglais et un mineur allemand. Plusieurs mineurs des houillères de Saône-et-Loire sont recrutés pour mener les travaux.
Après une visite du préfet en 1838, l'administration des Mines fournit un appareil de sondage plus performant à la compagnie de recherche. Les projets miniers sont toutefois contestés par des propriétaires forestiers qui craignent une concurrence pour le bois et le charbon de bois issus de leur forêt. En signe de protestation, la baronne de Candras creuse son propre puits à proximité des travaux du comte Champion de Nansouty qui dispose quant à lui de deux puits reliés par une galerie principale. Finalement, les deux protagonistes se retrouvent à court de ressources et les derniers travaux cessent en 1842. Les affleurements alimentent encore l'usine de Velars-sur-Ouche et les fours à chaux au cours des années 1850.
Après 1860, l'activité est relancée par Eugène Soyez, fondateur de la Compagnie des mines de l'Escarpelle dans le bassin minier du Nord-Pas-de-Calais. Le puits Soyez de Sincey (qui porte le nom du nouveau concessionnaire) est creusé à partir de 1862 et fonctionnera de façon industrielle ente 1876 à 1908,. La production maximale est de 12 000 tonnes annuelles avec 120 ouvriers en 1875 et la production totale du gisement s'élève à 225 000 tonnes.

Le puits Soyez, dernier à fermer.
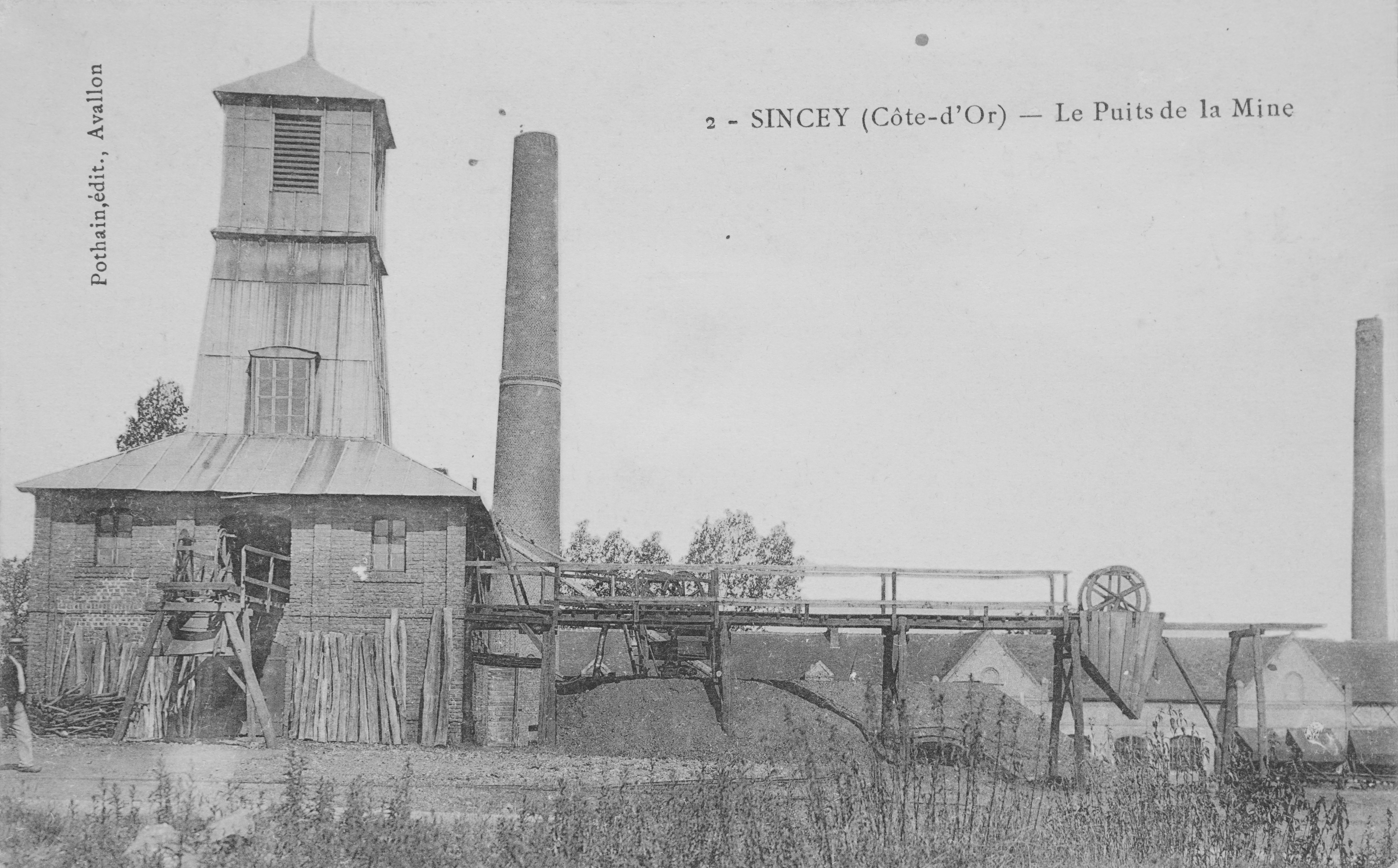
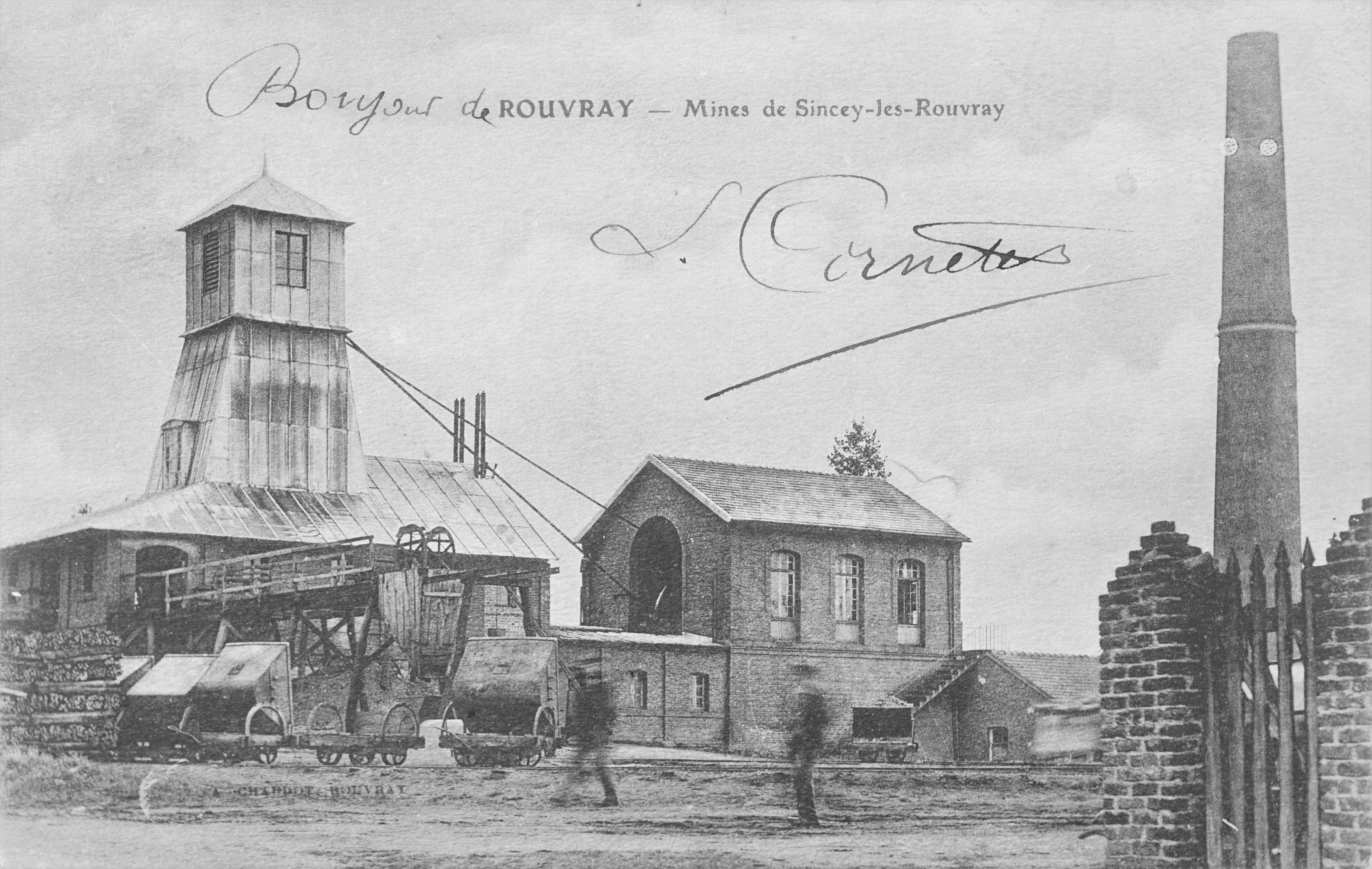

## Puits
| Fonçage | Nom                       | Profondeur | Activité     | Fonction   |
| ------- | ------------------------- | ---------- | ------------ | ---------- |
| 1835    | puits no 1                | 63 m       | ~1836 – 1840 | extraction |
| 1835    | puits no 2 / du bois      | 62 m       | ~1836 – 1840 | extraction |
| 1838    | puits de Mme de Candras   | 60 m       | 1838 – 1842  | extraction |
| ?       | puits de Thoste           | 20 m       | ? – 1840     | recherche  |
| ?       | puits du bois de Ruffey   | 35/40 m    | ? – 1840     | extraction |
| ?       | puits Sainte-Barbe        | ?m         | ? – ?        | extraction |
| ?       | puits de la Côte          | ?m         | ? – ?        | extraction |
| ?       | puits du Charmois         | ?m         | ? – ?        | extraction |
| ?       | puits Sainte-Magnance     | ?m         | ? – ?        | extraction |
| 1862    | puits Soyez de Sincey     | 210 m      | 1873 – 1908  | extraction |
| 1873    | puits de Villiers-Nonains | >30 m      | ? – ?        | recherche  |

## Transport
Le charbon est transporté vers la ville de Montbard par le canal de Bourgogne puis par voie ferrée dès 1881, la gare de Sincey-lès-Rouvray étant sur la ligne de Cravant - Bazarnes à Dracy-Saint-Loup.

## Après-mine
Après la fermeture du puits Soyez de Sincey, les bâtiments, les machines et le matériel sont laissés tels-quels dans l'éventualité d'une reprise de l'activité. Sous l'Occupation, l'outillage est transféré à la mine des Télots, mais les bâtiments et le puits sont laissés intacts.
Au début des années 1980, les puits du Charmois et Sainte-Barbe sont remblayés et les matériaux de leurs terrils sont recyclés dans une cimenterie. Les installations du puits Soyez de Sincey sont démolies et le puits remblayé en 1997. Au début du XXIe siècle subsistent quelques ruines dans la végétation et une quarantaine de logements « coron »,.

Vestiges des puits.
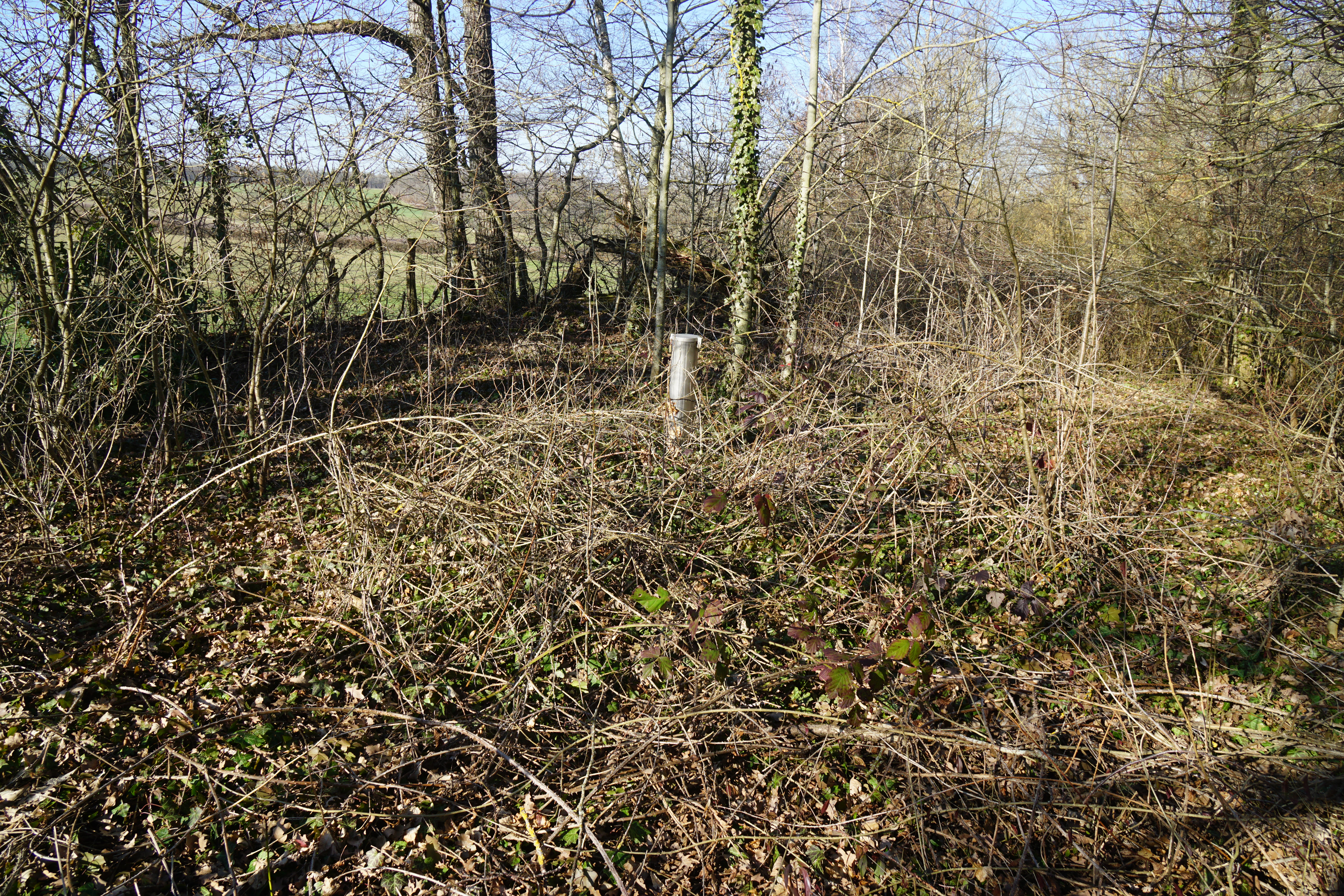
Emplacement du puits Eugène Soyez avec un piézomètre.
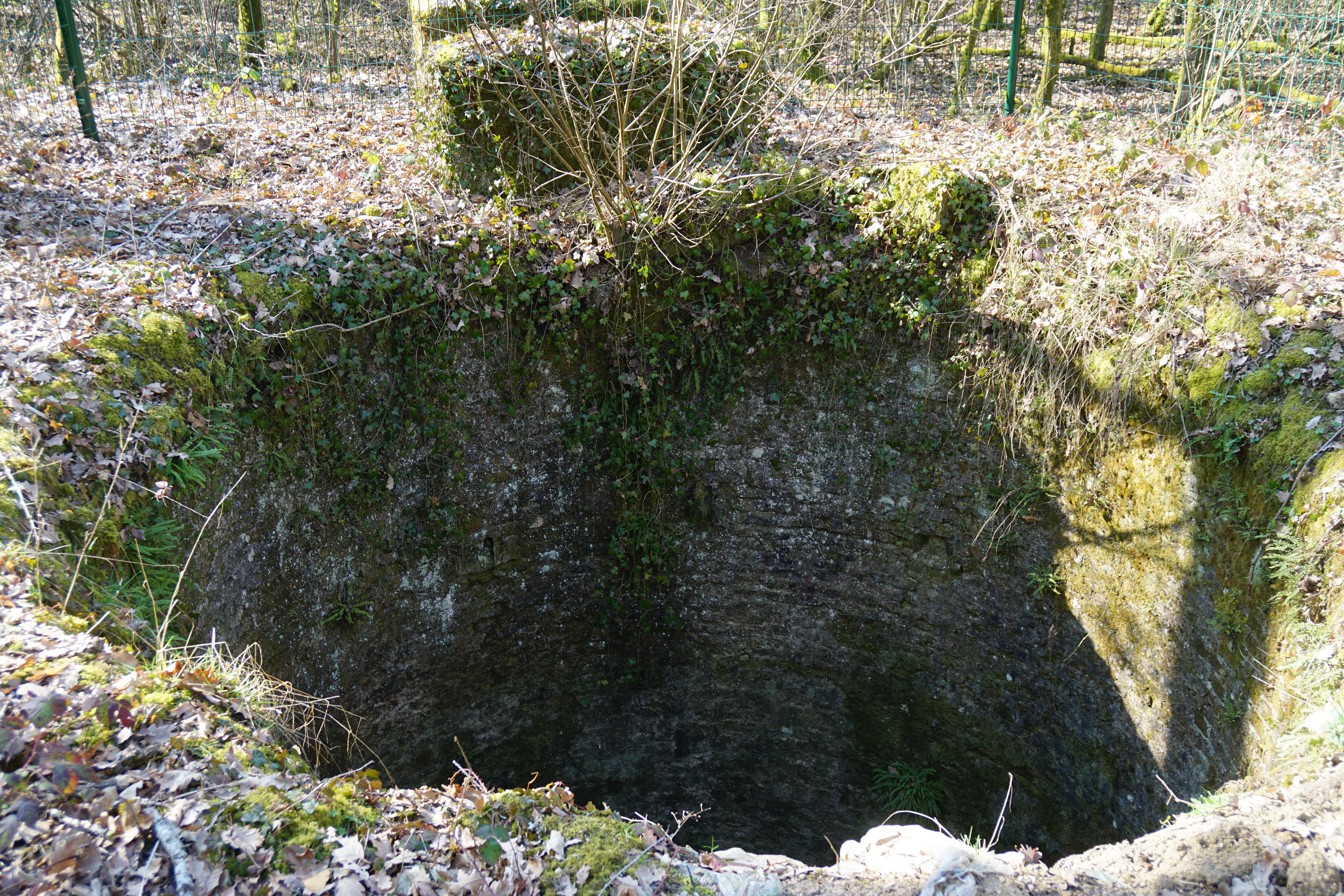
L'orifice du puits Sainte-Magnance.
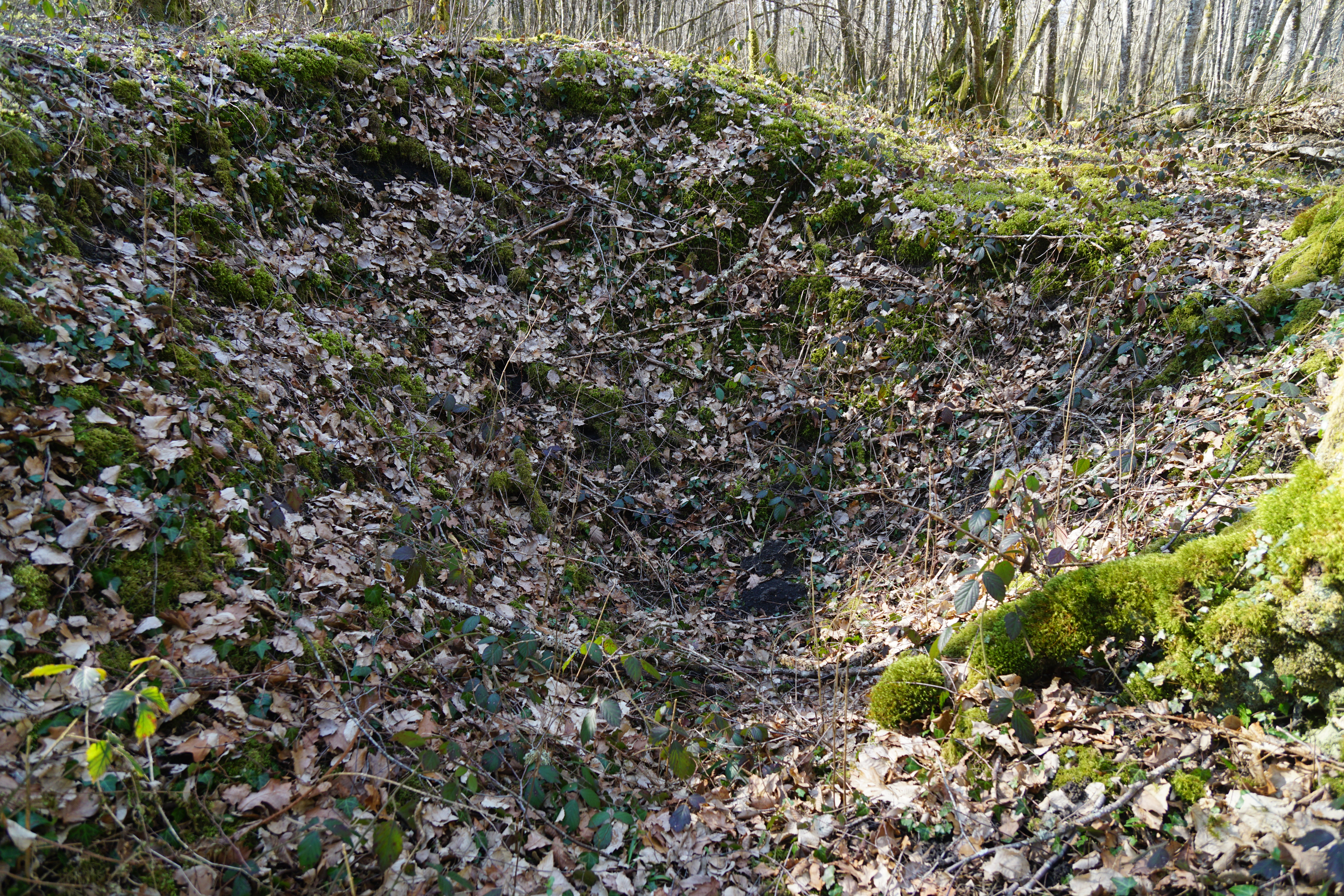
L’entonnoir formé par le tassement du puits de la Charmée.
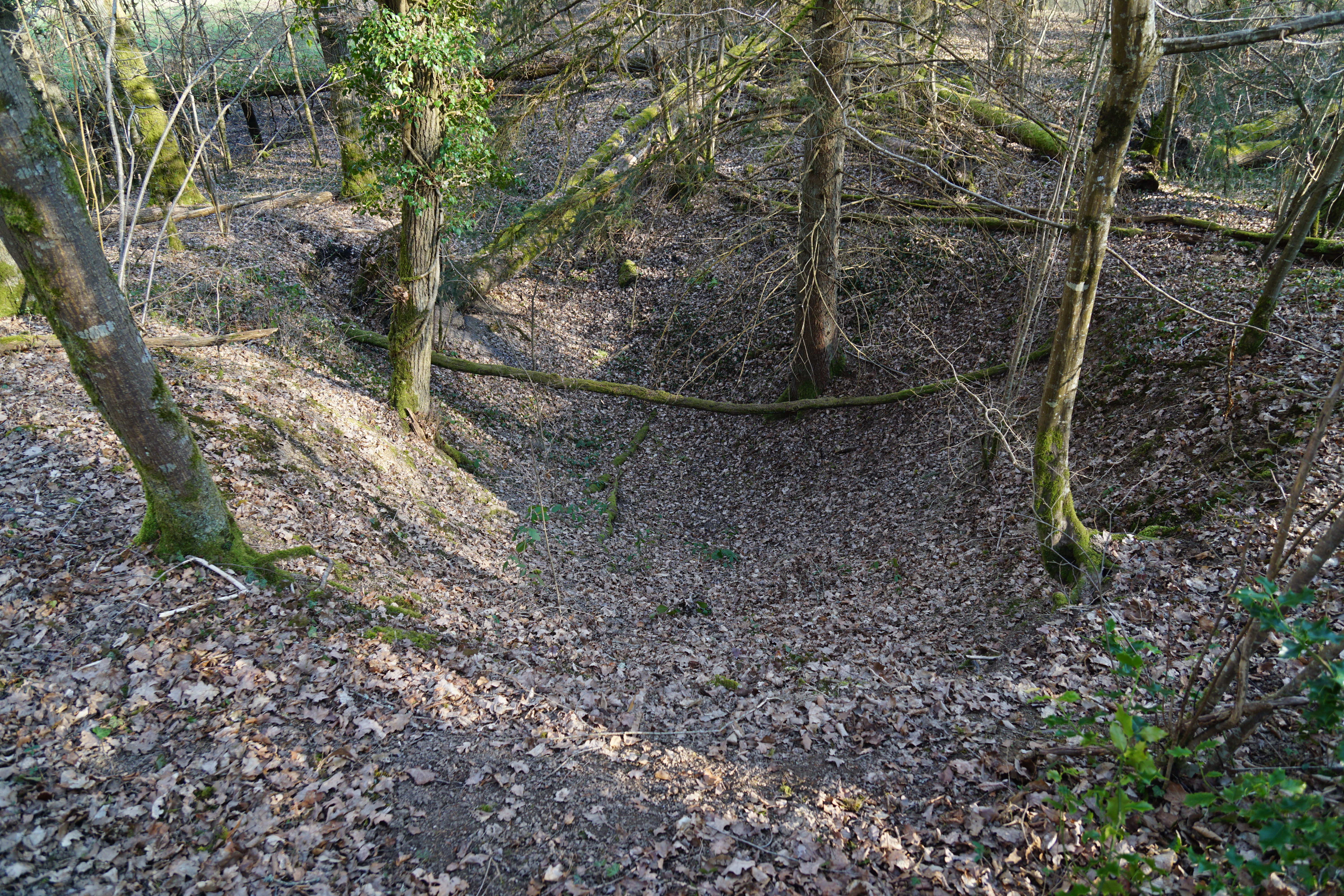
Puits situé à Courcelles.

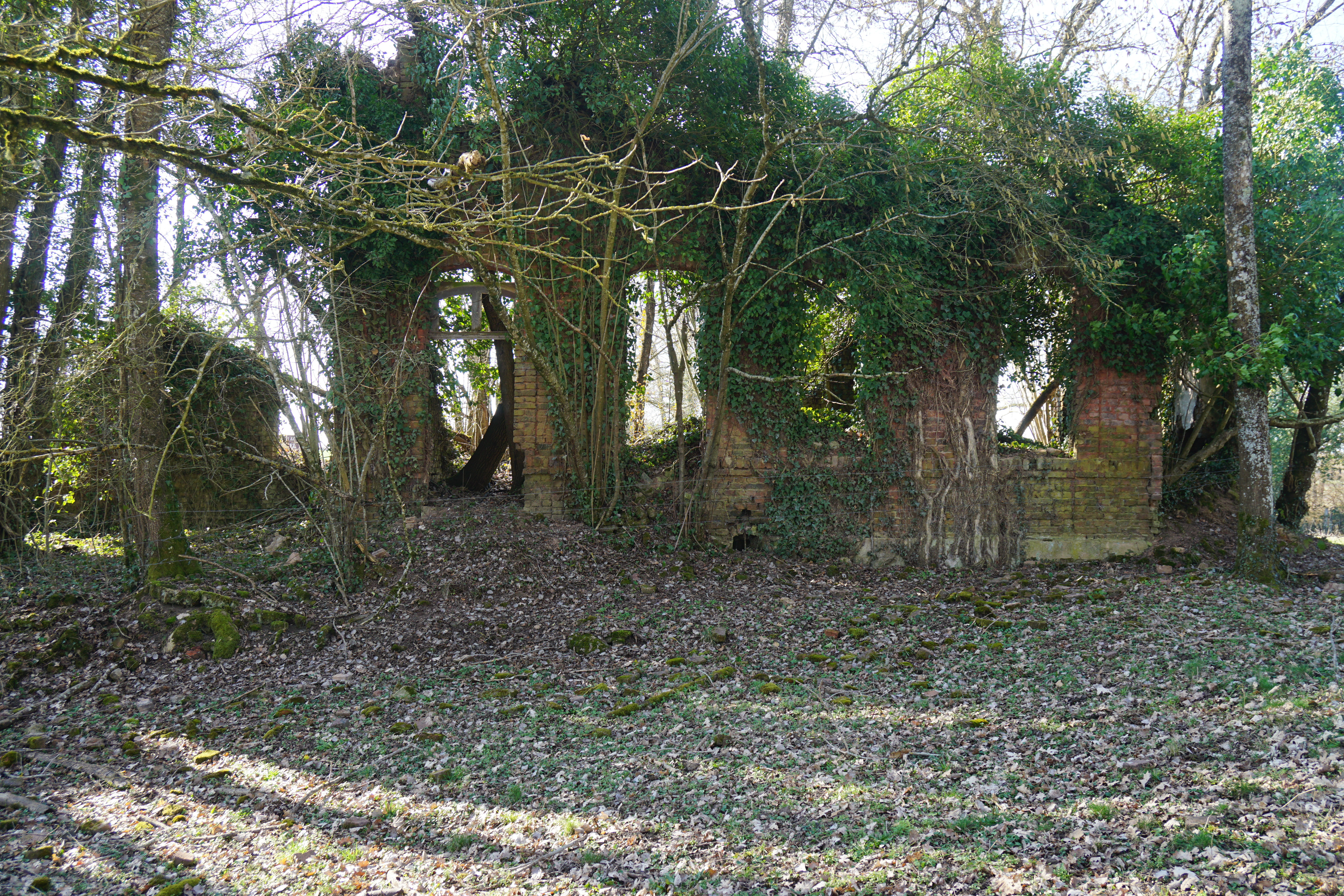
Ruine de la maison du directeur.
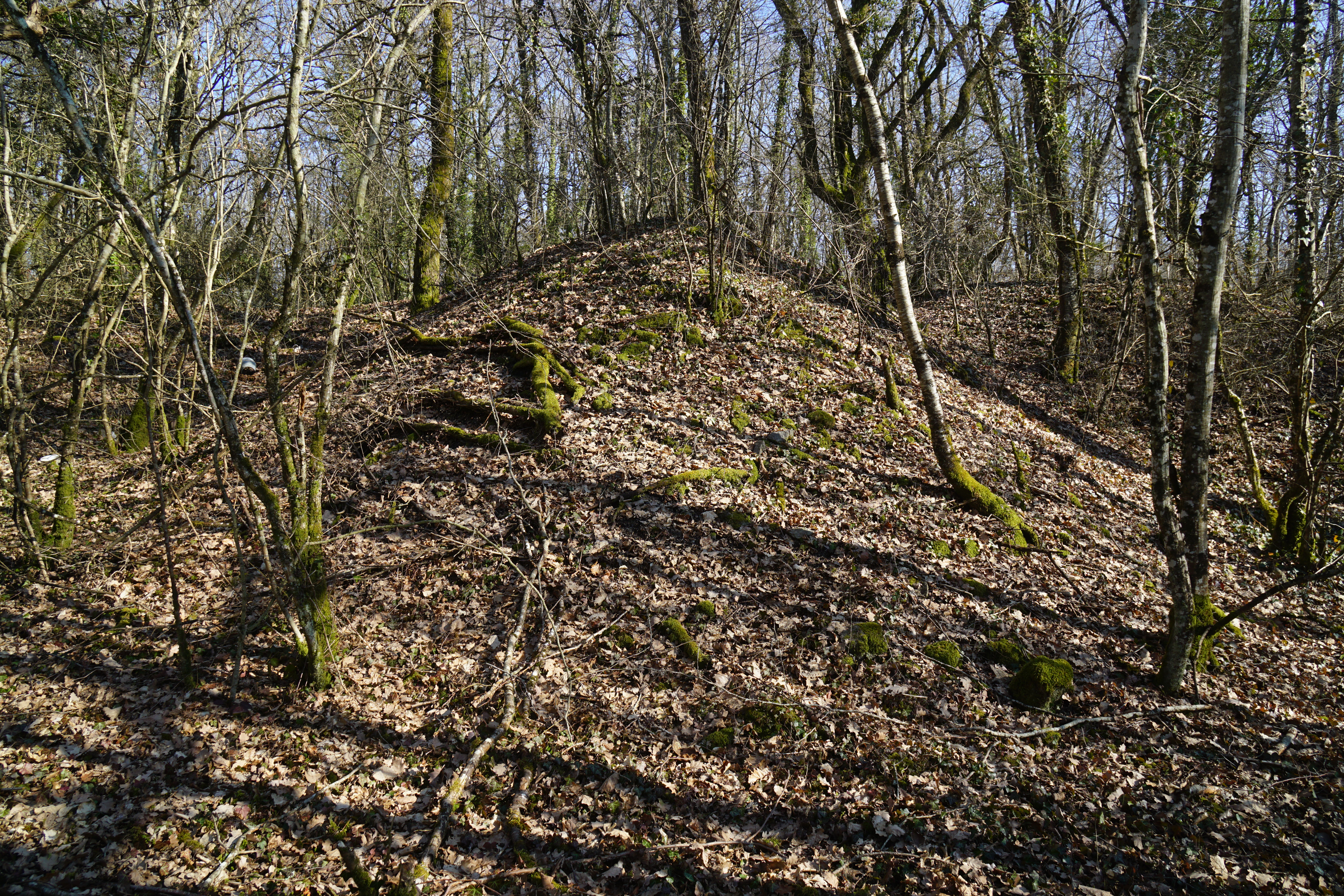
Le terril du puits Sainte-Magnance.
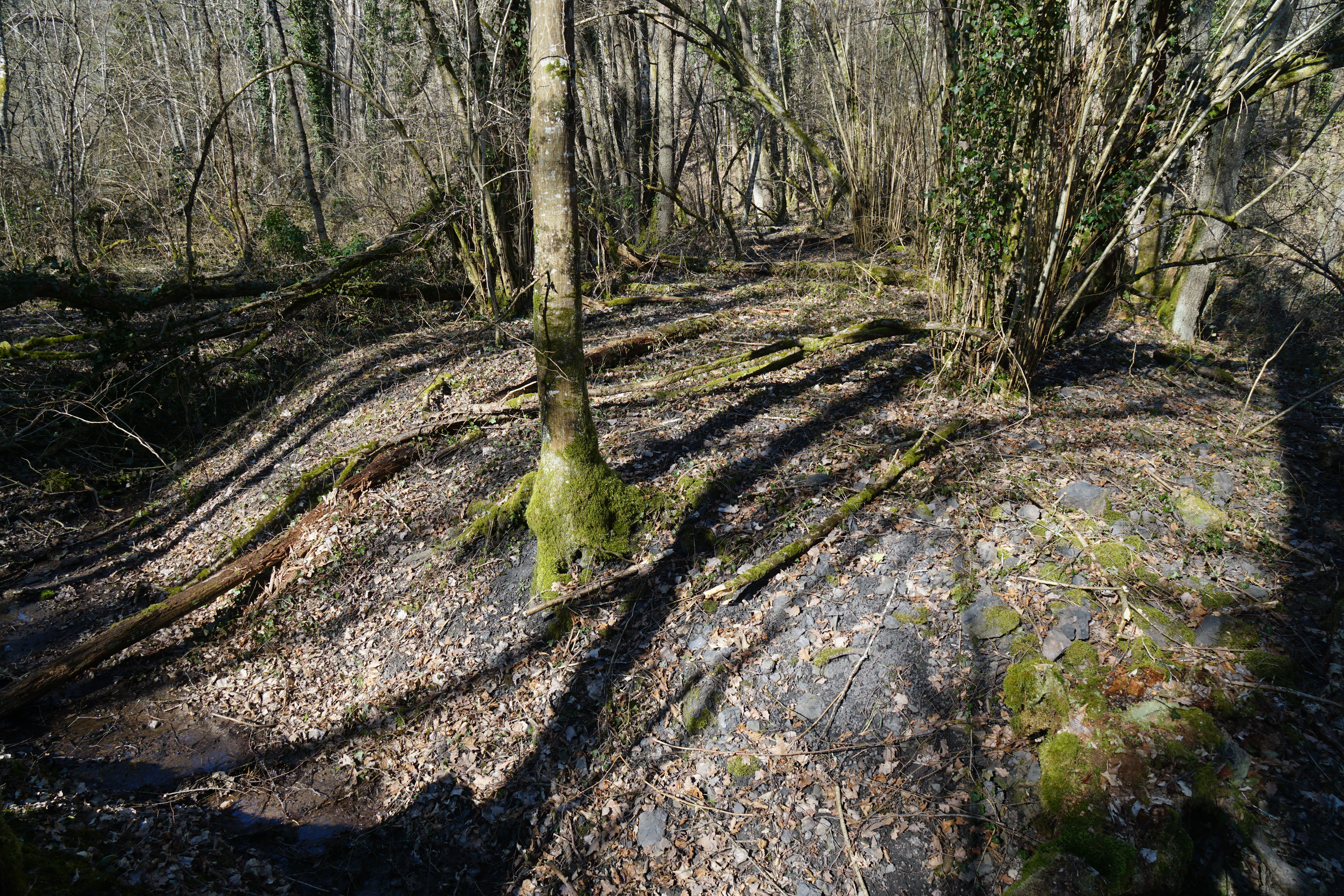
Le terril du puits de la Charmée.
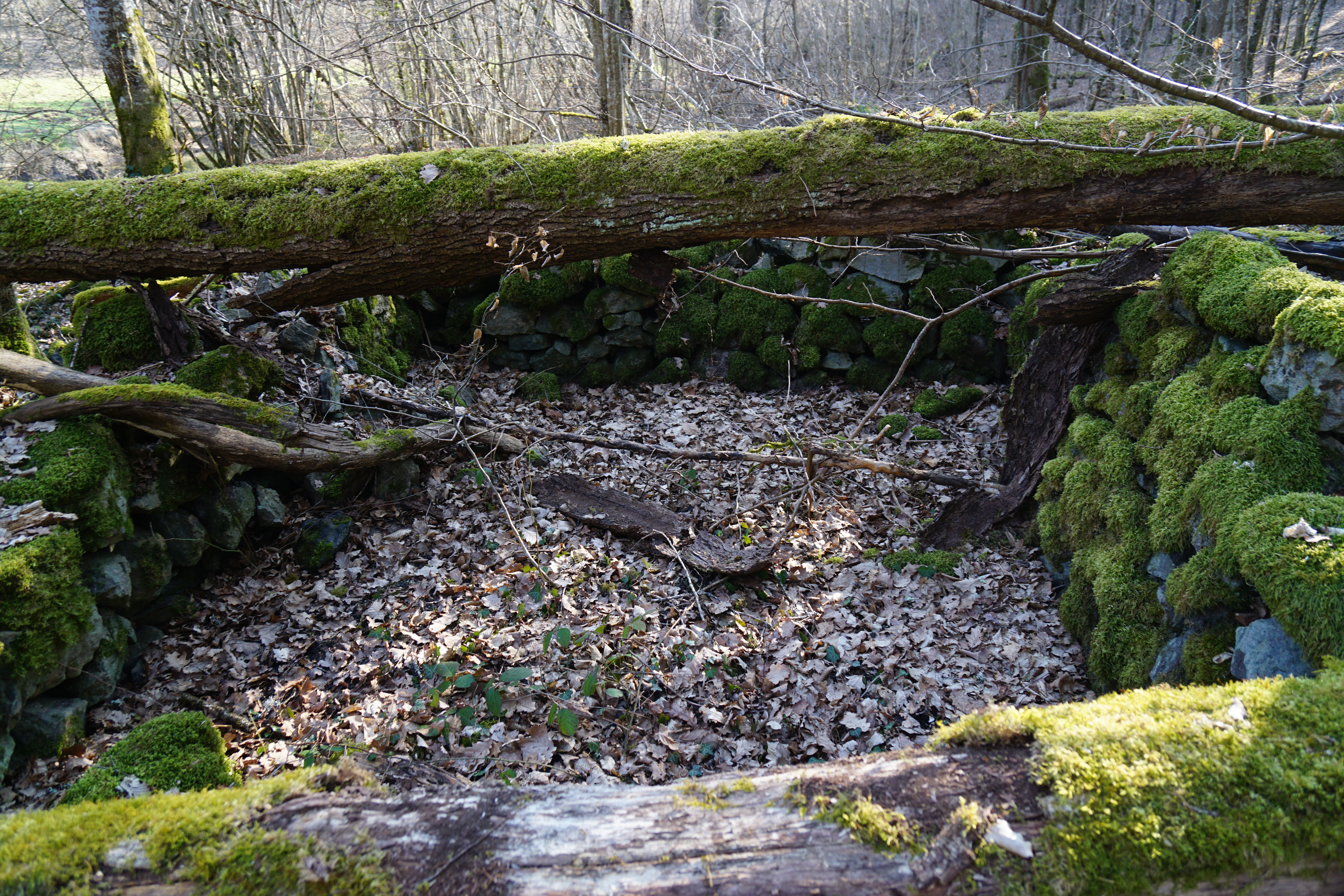
Ruine d'un bâtiment du puits situé à Courcelles.